# 鐮刀脂鯉
鐮刀脂鯉（学名：Psectrogaster falcata），為輻鰭魚綱脂鯉目脂鯉亞目無齒脂鯉科的其中一個種，分布於南美洲亞馬遜河流域，體長可達16.8公分，棲息在底中層水域，以生活習性不明。